# Élő televíziós közvetítés

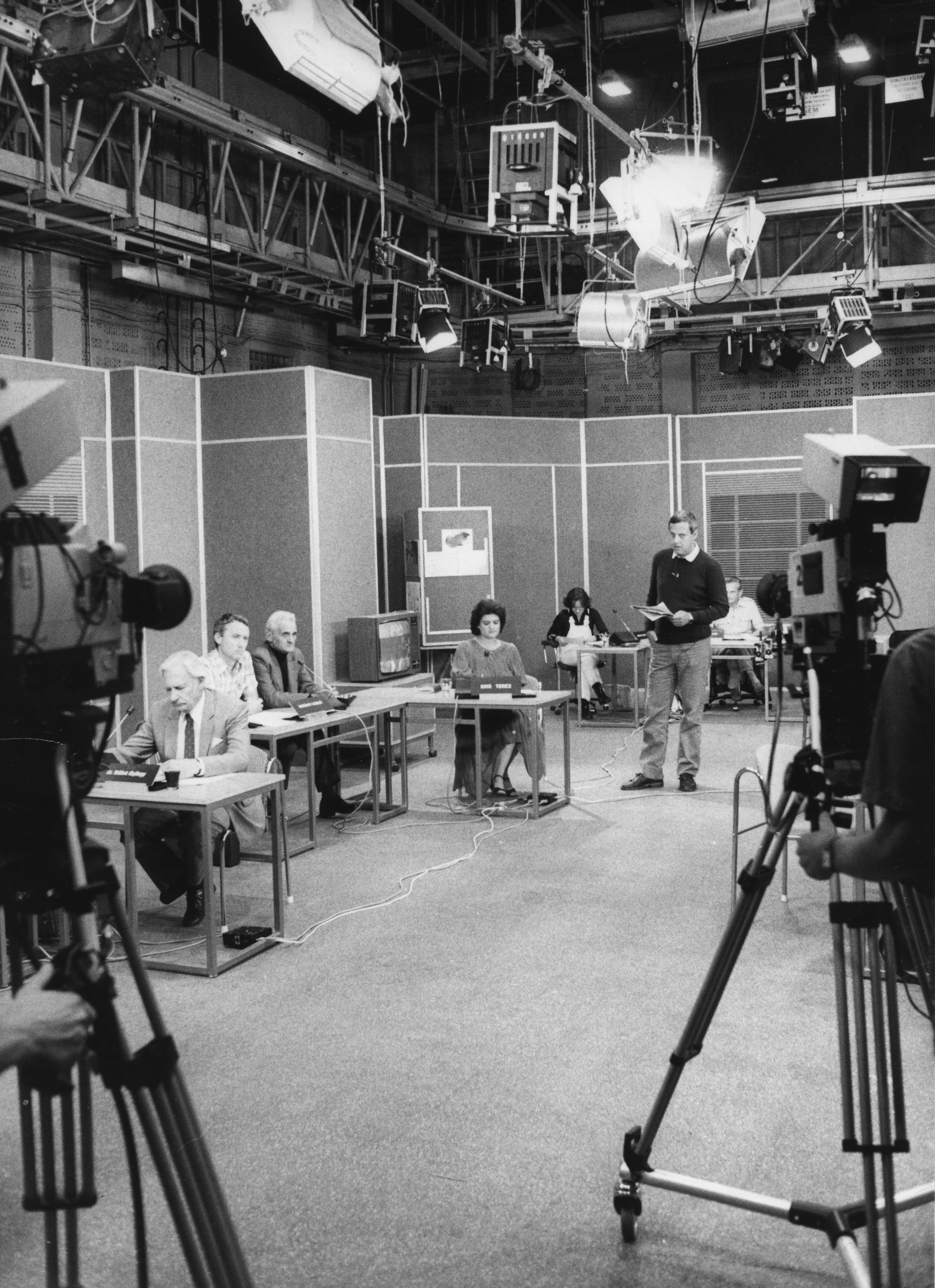
Az Ablak című közéleti műsor stúdiója élő adás közben 1984-ben

Az élő televíziós közvetítés az események azonnali vagy minimális csúszással történő közvetítését jelenti.
Általánosan az élő közvetítések gyakoribbak voltak a kifejezetten tévére készített anyagoknál a médium korai éveiben, a videókazettához hasonló felvevő technológiák elterjedése előtt. Ahogy a videórögzítő eljárások elterjedtek, sok szórakoztató műsort előre felvettek és megvágtak, mielőtt közvetítették volna. Az olyan szórakoztató események, mint a professzionális sport játékok és a díjátadó programok közvetítései általában továbbra is élőben történnek.

## Leggyakoribb magyar közszolgálati televíziós élő közvetítések
A leggyakoribb élő közvetítések a magyar televíziókban a sportesemények. Minden évben a nagy állami ünnepségek rendezvényeit is élőben közvetítik (március 15., augusztus 20., október 23.). Augusztus 20-án 17.30-as kezdettel közvetítik a Szent Jobb-körmenetet, amely az augusztus 20-i ünnepségek fénypontja. Minden karácsonykor, húsvétkor, pünkösdkor közvetítenek szentmisét a közszolgálati televíziók valamelyik templomból vagy rendezvényről (pl. mariazelli zarándoklat). Március 15-én és október 23-án az operaházi díszelőadást is közvetítik. Nem ritkák a kivételes helyszínről jelentkező élő adások. Az 1956-os forradalom 50. évfordulóján élőben közvetített az M1 a Műegyetemről, a Fiumei úti temetőből, a Rákoskeresztúri temető 301-es parcellájából is. Rendszerint nagy színészeink temetése élőben követhető (pl. 2004-ben Bessenyei Ferenc, 2006-ban Zenthe Ferenc temetése).

## Különleges közvetítések
A Duna Televízió 2007. július 28-án élőben közvetítette a 182. Balatonfüredi Anna-bált, és egész nap „Balatonfüred napja” volt a tévében. Szintén 2007-ben közvetített a Duna Televízió Erdélyből, az 1. Háromszéki Magyarok Világtalálkozójáról, 2007. augusztus 18-19-20-án. Többek között az Egy a nép, egy a magyar Szörényi-Bródy rockopera ősbemutatóját (augusztus 19., este), a Perkői búcsút a kápolnából (augusztus 20. délelőtt) és a Transylmania együttes „Mert tudnom kell” című szuperprodukcióját (augusztus 20., este).
A Duna Televízió 2005-től három éve közvetíti a nógrád megyei Mátraverebély-Szentkútról az augusztus 15-i Nagyboldogasszony-búcsút (szerkesztő: Barlay Tamás). Az ünneprt augusztus 15-hez közeli vasárnapon tartják.
A Hír TV 2006. szeptember 18-án élőben közvetítette a Magyar Televízió ostromát, amely kora hajnalig tartó élő adással ment és kb. egymillióan, de mindenképpen több százezren követtek figyelemmel. Szintén élő közvetítés volt október 23-án, amikor tüntetések, lövöldözések voltak Budapesten, több helyszínen.

## Az élő közvetítés a gyakorlatban
Az élő közvetítés a hírműsorokban és a reggeli műsorokban a leggyakoribb, ahol élőben közvetítik amint a bemondók felvezetik az előre felvett és megszerkesztett híreket, riportokat. Az olyan események, amikről a televíziós társaság úgy véli, hogy nézőik tudni szeretnének, vagy tudniuk kell róla a lehető leghamarabb élőben vannak közvetítve, gyakran megszakítva az előre meghirdetett műsort.
Az élő közvetítések rögtönzöttséget, spontaneitást és sürgősséget sugallnak, ami gyakran izgalmasabb és feszültséggel telibb, mint az előre felvett műsorok, még ha a tartalmuk nem is támasztja ezt alá. Több okból van ilyen tulajdonsága, egyrészt a bemutatott események valós-időben történnek; az előre felvett műsorokhoz képest kisebb irányítási lehetőség és az ebből eredő hibák lehetősége. a „minden megtörténhet” érzése. Ezt a tulajdonságát megtartja az előre megírt szöveggel rendelkező műsorok élő közvetítéseknél is.
1997. szeptember 25-én az NBC a Vészhelyzet című sorozat egyik speciális epizódját élőben közvetítette, ami a korban a harmadik legnézettebb drámasorozat epizód lett.
Az élő közvetítések vágatlansága problémákat jelenthet a TV-társaságok számára, az esetleges hibák miatt. A szabályok betartása érdekében, a társaságok az élő közvetítéseket apró csúszással közvetítik, hogy a nemkívánatos képeket és szavakat cenzúrázhassák, miközben a közvetítést annyira „élő”-nek hagyják, amennyire az lehetséges.